# The Essential Clash
The Essential Clash är ett samlingsalbum med samlade låtar av det brittiska bandet The Clash och ger en överblick på deras karriär mellan 1977 och 1985. Skivan släpptes 2003 och ingår i The Essential-serien som är framställd av Sony BMG.

## Låtlista

### CD 1
- Alla låtar är skrivna av Joe Strummer och Mick Jones om inget annat anges.

1. "White Riot" – 1:59
2. "1977" – 1:39
3. "London's Burning" – 2:09
4. "Complete Control" – 3:12
5. "Clash City Rockers" – 3:47
6. "I'm So Bored With the U.S.A." – 2:23
7. "Career Opportunities" – 1:51
8. "Hate & War" – 2:05
9. "Cheat" – 2:05
10. "Police & Thieves" (Junior Murvin, Lee "Scratch" Perry) – 6:00
11. "Janie Jones" – 2:04
12. "Garageland" – 3:09
13. "Capital Radio One" – 2:09
14. "(White Man) In Hammersmith Palais" – 4:00
15. "English Civil War" (Trad. arr. Strummer, Jones) – 2:34
16. "Tommy Gun" – 3:14
17. "Safe European Home" – 3:49
18. "Julie's Been Working for the Drug Squad" – 3:00
19. "Stay Free" – 3:37
20. "Groovy Times" – 3:30
21. "I Fought the Law" (Sonny Curtis) – 2:35

### CD 2
- Alla låtar är skrivna av The Clash om inget annat anges.

1. "London Calling" (Strummer, Jones) – 3:18
2. "The Guns of Brixton" (Paul Simonon) – 3:12
3. "Clampdown" (Strummer, Jones) – 3:50
4. "Rudie Can't Fail" (Strummer, Jones) – 3:27
5. "Lost in the Supermarket" (Strummer, Jones) – 3:47
6. "Jimmy Jazz" (Strummer, Jones) – 3:55
7. "Train in Vain" (Strummer, Jones) – 3:10
8. "Bankrobber" (Strummer, Jones) – 4:31
9. "The Magnificant Seven" – 5:28
10. "Ivan Meets G.I. Joe" – 3:05
11. "Stop the World" – 2:33
12. "Somebody Got Murdered" – 3:34
13. "The Street Parade" – 3:26
14. "Broadway" – 4:54
15. "This is Radio Clash" – 4:10
16. "Ghetto Defendant" – 4:45
17. "Rock the Casbah" – 3:40
18. "Straight to Hell" – 5:30
19. "Should I Stay or Should I Go" – 3:06
20. "This is England" (Strummer, Bernie Rhodes) – 3:50

## Medverkande
- Mick Jones — gitarr, sång
- Joe Strummer — gitarr, sång
- Paul Simonon — bas
- Nicky "Topper" Headon — trummor
- Tory Crimes — trummor (CD 1: 1, 2, 3, 6, 7, 8, 9, 10, 11, 12, 13)

## Producenter
- CD 1:
- Mickey Foote – (1, 2, 3, 5, 6, 7, 8, 9, 10, 11, 12, 13)
- Lee "Scratch" Perry – (4)
- The Clash – (14, 20, 21)
- Sandy Pearlman – (15, 16, 17, 18, 19)
- Bill Price – (20, 21)
- CD 2:
- Guy Stevens – (1, 2, 3, 4, 5, 6, 7)
- Mikey Dread – (8)
- The Clash – (9, 10, 11, 12, 13, 14, 15, 16, 17, 18, 19)
- Bill Price – (11)
- Jose Unidos – (20)